# Mandy Moore (album)

Mandy Moore est le 3e album de Mandy Moore sorti le 19 juin 2001.

## Pistes
1. In My Pocket
2. You Remind Me
3. Saturate Me
4. One Sided Love
5. 17
6. Cry
7. Crush
8. It Only Took A Minute
9. Turn The Clock Around
10. Yo-Yo
11. From Loving You
12. Split Chick
13. When I Talk To You